# بارني كابل
بارني كابل (بالإنجليزية: Barney Cable)‏ مواليد 29 يوليو 1935 في بنسيلفانيا، هو لاعب كرة سلة أمريكي سابق. بدأ مسيرته الاحترافية في سنة 1958. تم اختياره من قبل فريق ديترويت بيستونز خلال الدرافت. يبلغ طوله 6 قدم 7 بوصة (2.0 م). اعتزل اللعب في 1967. أحرز خلال مسيرته في الإن بي إيه 2,372 نقطة بمعدل 6.6 نقاط في المباراة الواحدة.

## المسيرة الاحترافية
لعب مع ديترويت بيستونز من سنة 1958 إلى 1960، ثم لعب مع فيلادلفيا سفنتي سيكسرز من سنة 1959 إلى 1961، ثم لعب مع واشنطن ويزاردز في سنة 1961، ثم لعب مع أتلانتا هوكس من سنة 1961 إلى 1963.

## روابط خارجية
- بارني كابل على موقع إن بي أي (الإنجليزية)
- بارني كابل على موقع سبورتس رفرنس (الإنجليزية)
- بارني كابل على موقع كلية كرة السلة في سبورتس رفرنس.كوم (الإنجليزية)
- بارني كابل على موقع ريلجم (الإنجليزية)
- بارني كابل على موقع بروبوليرز (الإنجليزية)